# Баханов Костянтин Олексійович
Баханов Костянтин Олексійович (нар. 8 лютого 1960, Мединь, Калузька область, Російська РФСР, СРСР) — український історик і методист історичної освіти, доктор педагогічних наук, професор Львівського обласного інституту післядипломної педагогічної освіти.

## Захист дисертацій
Тема кандидатської дисертації: «Лабораторно-практичні роботи з гуманітарних предметів як засіб розвитку пізнавальної активності старшокласників» (1993 р.).
Тема докторської дисертації: «Теоретико-методичні засади трансформації сучасної шкільної історичної освіти» (2007 р.).

## Нагороди
- Нагрудні знаки:
  - «Відмінник народної освіти УРСР» (1991 р.),
  - «Відмінник освіти України» (1998 р.),
  - «Петро Могила» (2006 р.);

- Грамоти 
  - Міністерства освіти України (1999 р.),
  - Запорізької обласної державної адміністрації (2005 р.).

## Наукова діяльність
З 2012 року працює на посаді професора кафедри педагогіки вищої школи, управління навчальним закладом та методики викладання суспільствознавчих дисциплін соціально-гуманітарного факультету Бердянського державного педагогічного університету.

## Праці
- Баханов К. О., Нищета В. А. Життєтворчі проекти в навчанні історії України. — Х. : Основа, 2008. — 109 с. — ISBN 978-966-333-658-9.